# Dados em trânsito
A expressão dados em trânsito está definida em duas categorias, a informação que flui através da rede pública ou não confiável, tal como a Internet, e os dados que fluem em uma rede privada, tal como uma rede local (LAN) corporativa ou empresarial. Dados em trânsito também são referidos como dados em movimento.
A expressão dados em trânsito é usada como um complemento às expressões dados em uso e dados em repouso que juntas definem os três estados de dados digitais.